# Religieuse
Le religieuse sono dei dolci tipici della cucina francese. 

## Storia
La ricetta sembra essere stata creata nel corso del XIX secolo.

## Composizione
Simili all'eclair, sono formati da una base di pasta choux ripiena di crema pasticcera al cioccolato, oppure vaniglia, pistacchio o caffè. Sono formati da due bignè, uno più grande e uno più piccolo, che vengono sovrapposti dopo essere stati farciti e ricoperti da una glassa; poi possono essere decorati con ghiaccia reale, panna montata o crema al burro.